# Гонолек південний
Гонолек південний (Laniarius ferrugineus) — вид горобцеподібних птахів родини гладіаторових (Malaconotidae). Мешкає в Південній Африці. 

## Опис

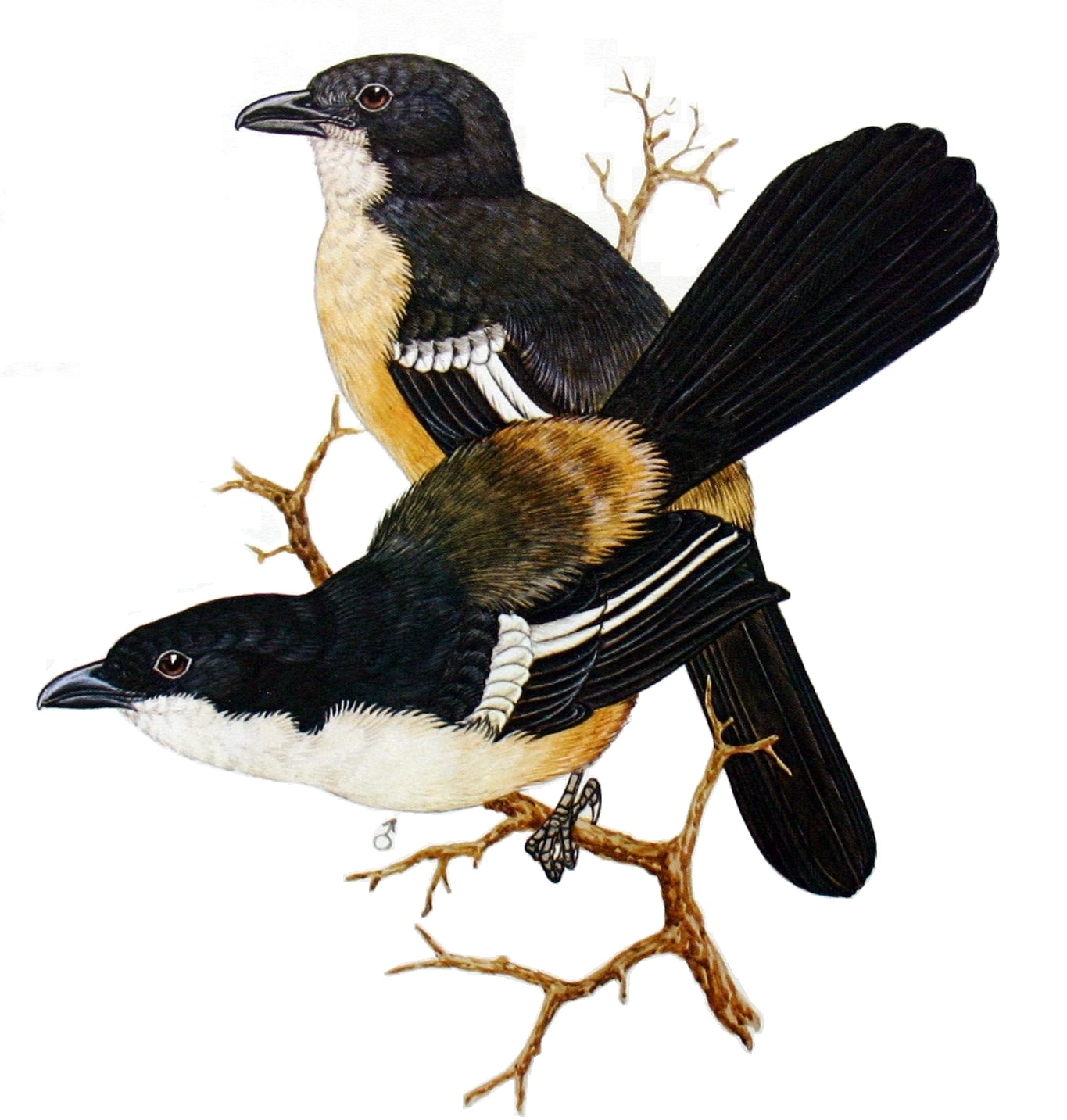
Пара південних гонолеків

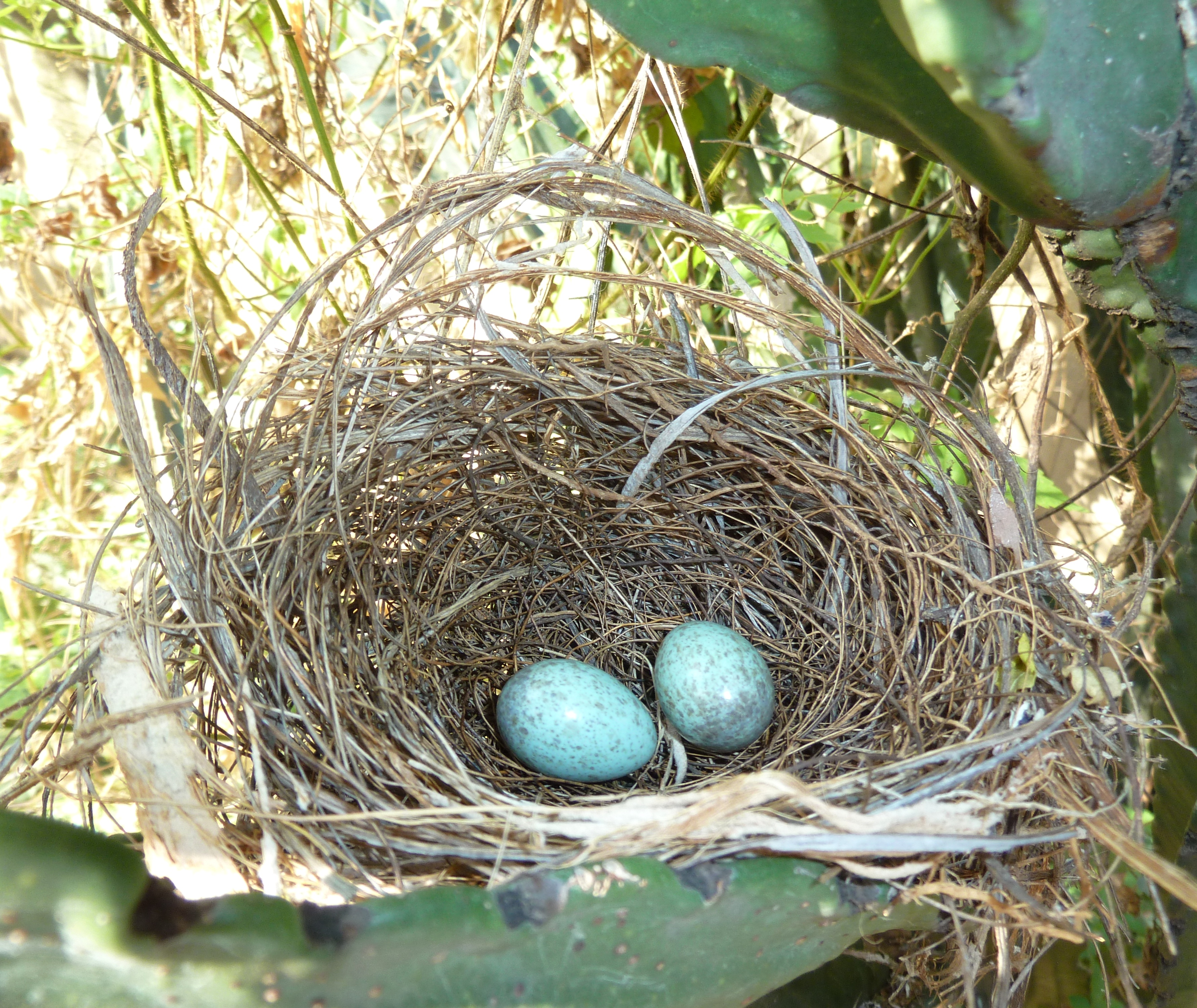
Гніздо південного гонолека

Довжина птаха становить 20-22 см. Верхня частина тіла самця, голова, крила і хвіст чорні. На крилах біла смуга. Хвіст відносно довгий. Нижня частина тіла біла, живіт, гузка і боки рудуваті. Дзьоб, лапи і очі чорні. Верхня частина тіла самиці темно-сіра, груди рудуваті. Молоді птахи схожі на самиць, однак верхня частина тіла в них пістрява, поцяткована охристими плямками, крила охристі.

## Підвиди
Виділяють шість підвидів:
- L. f. transvaalensis Roberts, 1922 — поширений на південному сході Ботсвани, на півночі ПАР та в Есватіні;
- L. f. tongensis Roberts, 1931 — поширений на півдні Мозамбіку та на сході ПАР;
- L. f. natalensis Roberts, 1922 — поширений від півдня і заходу провінції Квазулу-Наталь до південного заходу Східнокапської провінції (схід, південний схід ПАР);
- L. f. pondoensis Roberts, 1922 — поширений на північному сході  Східнокапської провінції (південний схід ПАР);
- L. f. savensis da Rosa Pinto, 1963 — поширений на південному сході Зімбабве та на півдні Мозамбіку;
- L. f. ferrugineus (Gmelin, JF, 1788) — поширений на півдні Західнокапської провінції (південь ПАР).

## Поширення і екологія
Південні гонолеки поширені в Південно-Африканській Республіці, Мозамбіку, Ботсвані, Зімбабве та Есватіні. Вони живуть в лісових масивах, мангрових і чагарникових заростях, в парках і садах. В посушливих регіонах живуть в галерейних лісах.

## Поведінка
Південні гонолеки харчуються комахами та іншими безхребетними, а також невеликими хребетними: дрібними ящірками, зміями, гризунами. Вони можуть розорювати гнізда птахів, іноді їдять фрукти і равликів. Шукають здобич на землі та серед чагарників. Подібно до інших гладіаторів та сорокопудів, тропічний гонолек нанизує здобич на шипи колючих чагарників та акацій.
Південні гонолеки є моногамними птахами. Гніздо будує і самець, і самиця, хоча більшість роботи виконує самиця. Гніздо робиться з химзу і кори, скріплюється павутинням, розміщується серед чагарників або лоз. В кладці 2 зеленуватих яйця, поцяткованих коричневими плямками. Інкубаційний період триває 16-17 днів, насиджує і самець. і самиця. Пташенята покидають гніздо на 16 день. Приблизно 2% гнізд південних гонолеків стають жертвою гніздового паразитизму з боку чорної зозулі.